# Tubacex
Tubacex S. A. es un grupo industrial español fundado en 1963 con sede en el municipio alavés de Llodio.
Especializado en la producción de tubos de acero sin soldadura, cuenta con factorías en España, Austria y Estados Unidos. A diciembre de 2024 cuenta con 2766 empleados en todo el mundo  y cotiza en la Bolsa de Madrid desde 1970.